# Stenurella intermedia
Stenurella intermedia är en skalbaggsart som beskrevs av Holzschuh 2006. Stenurella intermedia ingår i släktet Stenurella och familjen långhorningar. Inga underarter finns listade i Catalogue of Life.